# Gustavo Kuerten
Gustavo Kuerten (10 de setembre de 1976, Florianópolis, Santa Catarina, Brasil) és un tennista brasiler retirat. Els seus sobrenoms són "Guga" i "Guto", malnoms molt utilitzats en Brasil per aquells que es diuen Gustavo. Ha estat número 1 del rànquing mundial i és tricampió del Roland Garros, ja que és un gran especialista sobre terra batuda.
A causa de les seves reiterades lesions d'esquena, per les quals ha hagut de ser operat diverses vegades, el seu rendiment se'n va ressentir, retirant-se als 31 anys.
Va ser un dels últims rellevistes de la flama olímpica, entrant amb la torxa a l'estadi durant la cerimònia d'apertura dels Jocs Olímpics de Rio 2016.
Un cop terminada la seva carrera professional, ha obert una xarxa d'escoles de tennis (Escola Guga) i la seva família gestiona una ONG (Instituto Gustavo Kuerten) que realitza tasques d'inclusió social a través de l'esport.

## Tornejos de Grand Slam

### Campió Individuals (3)
| Any  | Campionat     | Oponent a la final | Resultat           |
| 1997 | Roland Garros | Sergi Bruguera     | 6-3 6-4 6-2        |
| 2000 | Roland Garros | Magnus Norman      | 6-2 6-3 2-6 7-6(6) |
| 2001 | Roland Garros | Àlex Corretja      | 6-7(3) 7-5 6-2 6-0 |

## Títols (28)

### Individuals (20)
| Llegenda               |
| Grand Slam (3)         |
| Tennis Masters Cup (1) |
| ATP Masters Series (5) |
| ATP Tour (11)          |

| Núm. | Data                   | Torneig                               | Superfície   | Oponent a la final | Resultat               |
| ---- | ---------------------- | ------------------------------------- | ------------ | ------------------ | ---------------------- |
| 1.   | 26 de maig de 1997     | Roland Garros, París, França          | Terra batuda | Sergi Bruguera     | 6-3 6-4 6-2            |
| 2.   | 20 de juliol de 1998   | Stuttgart, Alemanya                   | Terra batuda | Karol Kucera       | 4-6 6-2 6-4            |
| 3.   | 28 de setembre de 1998 | Mallorca, Illes Balears               | Terra batuda | Carlos Moyá        | 6-7(5) 6-2 6-3         |
| 4.   | 19 d'abril de 1999     | Montecarlo, Mònaco                    | Terra batuda | Marcelo Ríos       | 6-4 2-1 ret.           |
| 5.   | 10 de maig de 1999     | Roma, Itàlia                          | Terra batuda | Patrick Rafter     | 6-4 7-5 7-6(6)         |
| 6.   | 28 de febrer de 2000   | Santiago, Xile                        | Terra batuda | Mariano Puerta     | 7-6(3) 6-3             |
| 7.   | 15 de maig de 2000     | Hamburg, Alemanya                     | Terra batuda | Marat Safin        | 6-4 5-7 6-4 5-7 7-6(3) |
| 8.   | 29 de maig de 2000     | Roland Garros, París, França          | Terra batuda | Magnus Norman      | 6-2 6-3 2-6 7-6(6)     |
| 9.   | 14 d'agost de 2000     | Indianapolis, Estats Units            | Dura         | Marat Safin        | 3-6 7-6(2) 7-6(2)      |
| 10.  | 27 de novembre de 2000 | Tennis Masters Cup (Lisboa, Portugal) | Moqueta      | Andre Agassi       | 6-4 6-4 6-4            |
| 11.  | 19 de febrer de 2001   | Buenos Aires, Argentina               | Terra batuda | José Acasuso       | 6-1 6-3                |
| 12.  | 26 de febrer de 2001   | Acapulco, Mèxic                       | Terra batuda | Galo Blanco        | 6-4 6-2                |
| 13.  | 16 d'abril de 2001     | Montecarlo, Mònaco                    | Terra batuda | Hicham Arazi       | 6-3 6-2 6-4            |
| 14.  | 28 de maig de 2001     | Roland Garros, París, França          | Terra batuda | Àlex Corretja      | 6-7(3) 7-5 6-2 6-0     |
| 15.  | 16 de juliol de 2001   | Stuttgart, Alemanya                   | Terra batuda | Guillermo Cañas    | 6-3 6-2 6-4            |
| 16.  | 6 d'agost de 2001      | Cincinnati, Estats Units              | Dura         | Patrick Rafter     | 6-1 6-3                |
| 17.  | 9 de setembre de 2002  | Costa do Sauipe, Brasil               | Dura         | Guillermo Coria    | 6-7(4) 7-5 7-6(2)      |
| 18.  | 6 de gener de 2003     | Auckland, Nova Zelanda                | Dura         | Dominik Hrbatý     | 6-3 7-5                |
| 19.  | 20 d'octubre de 2003   | Sant Petersburg, Rússia               | Dura         | Sargis Sargsian    | 6-4 6-3                |
| 20.  | 23 de febrer de 2004   | Costa do Sauipe, Brasil               | Terra batuda | Agustín Calleri    | 3-6 6-2 6-3            |

### Finalista en individuals (9)
- 1997: Bolonya (perd davant Félix Mantilla)
- 1997: Canadà TMS (perd davant Chris Woodruff)
- 2000: Miami TMS (perd davant Pete Sampras)
- 2000: Roma TMS (perd davant Magnus Norman)
- 2001: Roma TMS (perd davant Juan Carlos Ferrero)
- 2001: Indianapolis (perd davant Patrick Rafter)
- 2002: Lió (perd davant Paul-Henri Mathieu
- 2003: Indian Wells TMS (perd davant Lleyton Hewitt)
- 2004: Viña del Mar (perd davant Fernando González)

### Dobles (8)
| Llegenda               |
| Grand Slam (0)         |
| Tennis Masters Cup (0) |
| ATP Masters Series (0) |
| ATP Tour (8)           |

| Núm. | Data                  | Torneig                     | Superfície   | Parella           | Oponents a la final                 | Resultat   |
| ---- | --------------------- | --------------------------- | ------------ | ----------------- | ----------------------------------- | ---------- |
| 1.   | 4 de novembre de 1996 | Santiago, Xile              | Terra batuda | Fernando Meligeni | Dinu Pescariu · Albert Portas       | 6-4 6-2    |
| 2.   | 7 d'abril de 1997     | Estoril, Portugal           | Terra batuda | Fernando Meligeni | Andrea Gaudenzi · Filippo Messori   | 6-2 6-2    |
| 3.   | 9 de juny de 1997     | Bolonya, Itàlia             | Terra batuda | Fernando Meligeni | Dave Randall Jack Waite             | 6-2 7-5    |
| 4.   | 14 de juliol de 1997  | Stuttgart Outdoor, Alemanya | Terra batuda | Fernando Meligeni | Donald Johnson Francisco Montana    | 6-4 6-4    |
| 5.   | 6 de juliol de 1998   | Gstaad, Suïssa              | Terra batuda | Fernando Meligeni | Daniel Orsanic Cyril Suk            | 6-4 7-5    |
| 6.   | 1 de gener de 1999    | Adelaida, Austràlia         | Dura         | Nicolás Lapentti  | Jim Courier Patrick Galbraith       | 6-4 6-4    |
| 7.   | 28 de febrer de 2000  | Santiago, Xile              | Terra batuda | Antônio Prieto    | Lan Bale · Piet Norval              | 6-2 6-4    |
| 8.   | 26 de feberer de 2001 | Acapulco, Mèxic             | Terra batuda | Donald Johnson    | David Adams · Martín Alberto García | 6-3 7-6(5) |

### Classificació en tornejos del Grand Slam
Individuals
| Torneig         | 2005 | 2004 | 2003 | 2002 | 2001 | 2000 | 1999 | 1998 | 1997 |
| --------------- | ---- | ---- | ---- | ---- | ---- | ---- | ---- | ---- | ---- |
| Australian Open | -    | 3r   | 2r   | 1r   | 2r   | 1r   | 2r   | 2r   | 2r   |
| Roland Garros   | 1r   | QF   | 4r   | 4r   | G    | G    | QF   | 2r   | G    |
| Wimbledon       | -    | -    | 2r   | -    | -    | 3r   | QF   | 1r   | 1r   |
| US Open         | 2r   | -    | 1r   | 4r   | QF   | 1r   | QF   | 2r   | 3r   |

Dobles
| Torneig         | 2005 | 2004 | 2003 | 2002 | 2001 | 2000 | 1999 | 1998 | 1997 |
| --------------- | ---- | ---- | ---- | ---- | ---- | ---- | ---- | ---- | ---- |
| Australian Open | -    | -    | -    | -    | 1r   | -    | QF   | 2r   | 1r   |
| Roland Garros   | -    | -    | -    | -    | -    | -    | 2r   | QF   | 2r   |
| Wimbledon       | -    | -    | -    | -    | -    | 1r   | 1r   | -    | -    |
| US Open         |      | 1r   | 1r   | -    | -    | -    | -    | -    | 1r   |